# Bob de Jong (rallyrijder en programmamaker)

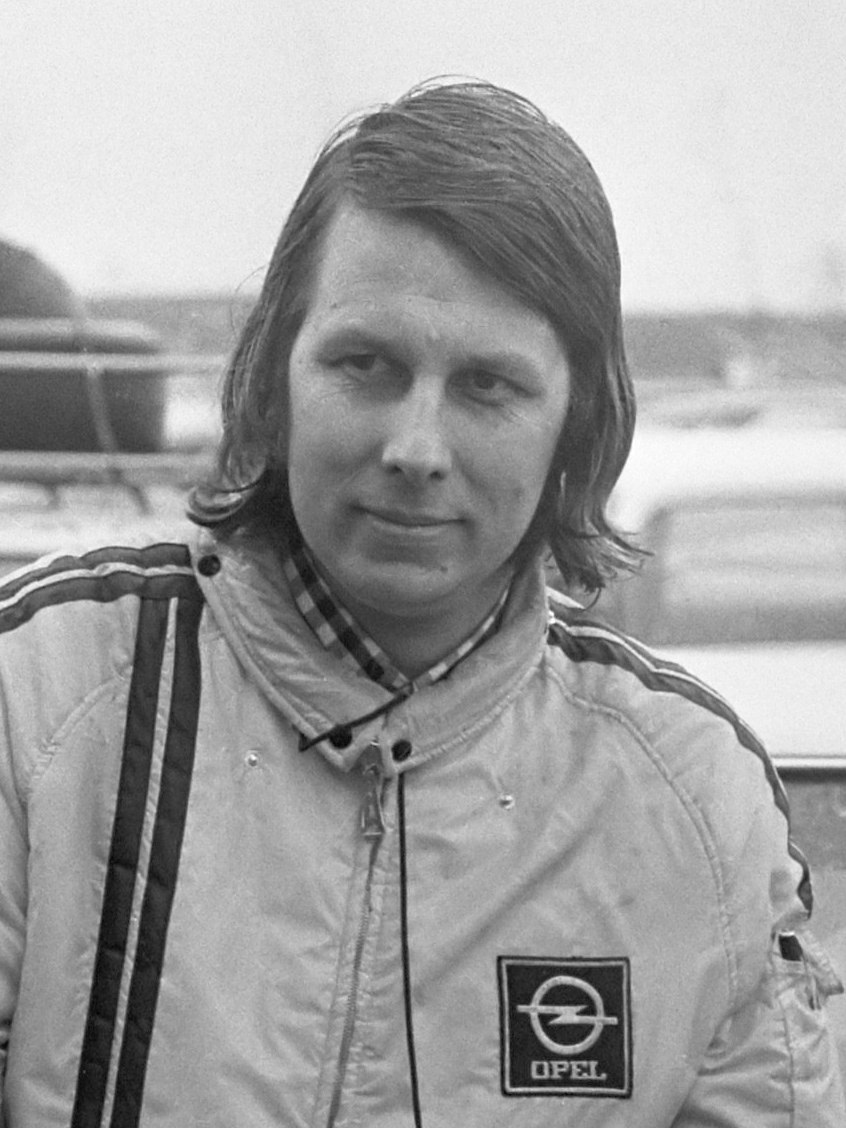
Bob de Jong in 1973

Bob de Jong (Kampen, 19 mei 1942 – 10 oktober 2013) was een Nederlands programmamaker en autocoureur. Hij was vijfvoudig Nederlands kampioen in de rallysport. Vanaf 1980 presenteerde hij het autoprogramma De heilige koe bij televisiezender Veronica. De Jong was tevens bekend als bedenker en organisator van jaarlijkse evenementen waarbij sport gecombineerd wordt met amusement, zoals de Veronica Strandrace, het Veronica IJsgala en het Indoor Motorsport Gala.

## Loopbaan
De Jong studeerde marketing aan de Hogeschool Rotterdam en was werkzaam bij een marketingbureau. In de jaren zestig en zeventig was hij actief als rallycoureur. Hij was in 1966 de eerste Nederlandse kampioen in de rallysport. In totaal won hij vijfmaal het nationale kampioenschap en nam hij zeven keer deel aan het wereldkampioenschap. Door zijn successen kon hij zijn baan beëindigen en zich volledig toeleggen op zijn sportloopbaan.
Na zijn sportcarrière werd De Jong journalist bij het blad Autovisie. Ook ging hij aan de slag bij het radioprogramma Langs de Lijn, waarvoor hij de Formule 1 versloeg. Vanaf 1976 was hij werkzaam voor de televisiezender Veronica. De Jong leverde het commentaar bij autosportevenementen. Vanaf 1980 presenteerde hij het door hem en Rob Out bedachte televisieprogramma De heilige koe. Ook was hij verbonden aan het sportprogramma Veronica Sport, waarvoor hij vooral commentaar verzorgde bij motorsport. De Jong was twintig jaar lang de stem en producer van De heilige koe en was tevens betrokken bij de oprichting van een gelijknamig tijdschrift. Vanaf de jaren '90 maakte hij tevens een autoprogramma voor RTL 5, De gouden koets.
Naast het presenteren en maken van televisieprogramma's was De Jong een bedenker en organisator van verschillende evenementen, die hij veelal produceerde voor en met Veronica. Vanaf 1980 organiseerde hij de Veronica Strandrace: een strandrace die jaarlijks werd gehouden in Scheveningen. Nadat de gemeente Den Haag na elf edities had besloten het niet meer toe te staan, werd het evenement eenmalig in Hoek van Holland georganiseerd. De strandrace werd in 2006 nieuw leven ingeblazen onder de naam Red Bull Knock Out en kende vervolgens ook in 2007 en 2008 nieuwe edities.
De Jong organiseerde tevens het Veronica IJsgala, de verkiezing Voetballer van het Jaar en het Indoor Motorsport Gala in Ahoy Rotterdam. Ook was hij verantwoordelijk voor supercrossevenementen en het eerste American football-toernooi in Nederland. Voor televisie maakte hij verder programma's als Western lifestyle, Transport Magazine en Als je van paarden houdt... Het programma Western lifestyle inspireerde hem tot de Country Music Hall of Fame, een theatershow rond countrymuziek.

## Overlijden
De Jong overleed op 10 oktober 2013 aan een hartstilstand.